# Perognathus longimembris
Perognathus longimembris is een zoogdier uit de familie van de wangzakmuizen (Heteromyidae). De wetenschappelijke naam van de soort werd voor het eerst geldig gepubliceerd door Coues in 1875.

## Voorkomen
De soort komt voor in Mexico en de Verenigde Staten.